# Nejlepší útočník Deutsche Eishockey Liga
Nejlepší útočník je každoročně udělovaná trofej pro nejlepšího útočníka Deutsche Eishockey Liga.

## Přehled vítězů
| Sezóna                      | Hráč           |
| --------------------------- | -------------- |
| 2011/2012                   | Kai Hospelt    |
| 2012/2013                   | Michael Wolf   |
| 2013/2014                   | Patrick Reimer |
| 2014/2015                   | Kevin Clark    |
| 2015/2016                   | Patrick Reimer |
| 2016/2017                   | Patrick Reimer |
| 2017/2018                   | Keith Aucoin   |
| 2018/2019                   | Philip Gogulla |
| 2019/2020                   | Marcel Noebels |
| 2020/2021                   | Marcel Noebels |
| 2021/2022                   | Riley Sheen    |
| 2022/2023                   | Yasin Ehliz    |
| 2023/2024                   | Justin Schütz  |
| 2024/2025                   | Leo Pföderl    |
| Zdroj na eliteprospects.com |                |